# Yeray González
Yeray González Luis (ur. 3 kwietnia 1988 w Los Realejos) – hiszpański piłkarz występujący na pozycji pomocnika w Cultural Leonesa.